# 鐵祺
铁祺（1839年—？），字壽卿，号菊泉，博尔济吉特氏，内务府蒙古正白旗人，清朝官员。
咸丰五年乙卯科举人，同治二年癸亥科二甲进士出身。中进士之后选翰林院庶吉士，授翰林院编修，春事坊右庶子。同治五年授日讲起居注官、翰林院侍讲、侍读、侍讲学士；十三年授詹事府詹事、内阁学士兼礼部侍郎。光绪二年任正黄旗汉军副都统、正白旗蒙古副都统、正红旗汉军副都统；五年迁理藩院右侍郎。